# Ананьєв Борис Герасимович
Бори́с Гера́симович Ана́ньєв (нар. 1 (14) серпня 1907, Владикавказ, Російська імперія — пом. 18 травня 1972, Ленінград, СРСР) — радянський психолог, автор концепції сучасного факультету психології СПбДУ.

## Біографія
Борис Герасимович Ананьєв народився 1 (14) серпня 1907 року у Владикавказі у вірменській родині народного вчителя. Його батько працював у російських та національних школах Кавказу з 1890 по 1930 рік, а з 1930 року — в Ленінграді, завучем і викладачем шкіл ФЗУ і ФЗН.
Борис Герасимович закінчив середню школу у Владикавказі в 1924 році та поступив у Горський педагогічний інститут (нині — Північно-Осетинський державний університет) на суспільно-історичне відділення. З 1925 року, ще навчаючись на II курсі цього відділення розпочав науково-дослідницьку та педагогічну роботу з психології як асистент. В 1927 році у працях Інституту була надрукована його перша експериментально-психологічна робота. ВНЗ закінчив достроково, у 1927 році. Дипломну роботу захистив у 1928 році і був направлений відбірною комісією до аспірантури з психології.
З лютого 1929 року був зачислений аспірантом з психології в Ленінградський інститут мозку імені Бехтерева. Аспірантуру закінчив так само достроково в грудні 1930 року, і був залишений при інституті як старший науковий співробітник відділу психології. В 1934 був призначений завідувачем лабораторії психології, а в 1937 році — завідувачем відділу психології, на цій посаді перебував аж до вересня 1943 року.
В 1937 році вчена ступінь кандидата наук була присуджена без захисту дисертації Вченою Радою Московського Педагогічного Інституту. В лютому 1940 року Борис Герасимович захистив докторську дисертацію, в грудні ВКВШ утвердив його в ученому званні професора психології.
З 1930 року працював у низці педагогічних ВНЗ Ленінграду (Педагогічний інститут імені Покровського, Педагогічний інститут імені Крупської), з 1938 — в Педагогічному інституті імені Герцена, Ленінградському Театральному інституті і Ленінградському інституті вдосконалення вчителів.
В часи Другої світової війни з липня по грудень 1941 року вів у Ленінграді роботу за спецзавданням Ленштабу МППО з протиповітряного маскування. Після евакуації з Ленінграду спочатку в Казані, потім у Тбілісі вів психопаталогічну і відновлювальну лікувальну роботу в неврологічних госпіталях.
З листопаду 1943 року знову повернувся до Ленінграда, де працював професором психології педагогічного інституту імені Герцена до 1947 року. В 1944 році обраний завідувачем кафедри психології ЛДУ.
Декан факультету психології ЛДУ (1967—1972), член-кореспондент АПН РРФСР (1945), дійсний член АПН СРСР (1968).

## Основні наукові праці
Б. Г. Ананьєв був послідовником В. М. Бехтерєва; тим не менше, його ставлення до Бехтерєва було доволі складним: в період 1930—1950 рр., коли офіційна психологія не приймала рефлексологію Бехтерєва, Ананьєв дистанціювався від рефлексології, щоразу підкреслюючи, що не є послідовником Бехтерєва і навіть використовував термін «бехтерєвщина». Аналогічний переворот Ананьєв здійснив і в ставленні до психології: від повного заперечення психології як науки — до утвердження її як центральної науки в рамках власної концепції людинознання.
Працюючи на психологічному факультеті ЛДУ, Ананьєв зробив спробу подолати роздробленість наук про людину і створити системну модель людинознання, в якій були б узагальнені дослідження різних наук про людину як особистість та індивідуальність. Його моделі науки про людину групуються в чотири розділи:
1. людина як біологічний вид;
2. онтогенез і життєвий шлях людини як індивіда;
3. вивчення людини як особистості;
4. проблема людства.

Він виокремлював ієрархічно взаємопідпорядковані рівні організації людини: індивід, особистість, індивідуальність. Він вважав, що індивідуальність складається на основі взаємозв'язку особливостей людини як особистості і як суб'єкта діяльності, які обумовлені природними властивостями людини як індивіда. Б. Г. Ананьєв відомий також своїми працями в області відчуттєвого сприйняття, а також вікової і диференціальної психології, дослідженнями з психології спілкування, проблемами відновлення дієздатності поранених в часи Великої Вітчизняної війни. Одним з перших в СРСР організував психологічну службу на основі середньої школи у Виборзькому районі Ленінграда.
Його учнями були психологи Б. Ф. Ломов, А. Г. Ковальов та ін. (пізніше, однак, вони в тій чи іншій мірі переглянули свої погляди і створили власні школи).
У працях Б. Г. Ананьєва, виконаних у шістдесяті роки, були поставлені, сформульовані і розроблені численні методологічні проблеми, що мають принципове значення для психологічної науки. Ці праці в багато в чому визначили подальший розвиток психології. Досліди Б. Г. Ананьєва наглядно продемонстрували переваги комплексного, міждисциплінарного підходу до проблеми людини, дозволили психології справді стати наукою про людину у всій її складності й багатогранності. Антропологізм як принцип побудови психологічної науки дозволив інакше глянути на сам предмет психології, який в концепції Б. Г. Ананьєва постає як багаторівнева системна організація психіки. Відзначимо, що розгляд психічного в рамках ананьєвського підходу дозволив вийти за рамки психофізіологічного паралелізму і, уникнувши редукціонізму, «вписати» психіку в «наукову картину людства». Саме в цьому бачиться ще не до кінця оцінене методологічне значення ананьєвських робіт.
Головні праці:[джерело?]
- Психологія педагогічної оцінки (рос. Психология педагогической оценки), 1935;
- Нариси психології (рос. Очерки психологии), 1945;
- Психологія відчуттєвого пізнання (рос. Психология чувственного познания), 1960;
- Теорія відчуттів (рос. Теория ощущений), 1961;
- Нариси руської психології XVIII—XIX століть (рос. Очерки русской психологии XVIII—XIX веков), 1967;
- Людина як предмет пізнання (рос. Человек как предмет познания), 1969;
- Психологія і проблеми людинознання (рос. Психология и проблемы человекознания). МОДЭК, 2005;
- Відбірні психологічні праці (рос. Избранные психологические труды), 1 и 2 тт. Педагогика, 1980;
- Людина як предмет пізнання (рос. Человек как предмет познания). Санкт-Петербург, 2001;
- Про проблеми сучасного людинознання (рос. О проблемах современного человекознания). Санкт-Петербург, 2001;
- Особистість, суб'єкт діяльності, індивідуальність (рос. Личность, субъект деятельности, индивидуальность). М.: Директ-Медиа, 2008.

## Пам'ять
- Щорічно на факультеті СПбДУ проводиться традиційна науково-практична конференція «Ананьєвські читання».[3]
- На будинку, де жив Борис Герасимович (Дибунівська вулиця, 31), установлена меморіальна дошка.

## Відомі учні
- Іванов Ігор Петрович (1923—1992) — професор, доктор педагогічних наук.
- Ковальов Олександр Григорович (1913—2004).
- Ломов Борис Федорович (1927—1989) — професор.
- Обозов Микола Миколайович (1941—2018) — професор,  доктор психологічних наук.